# کورپیپ
کورپیپ (به لاتین: Curepipe) یک شهرک در موریس است که در ناحیه پلن ویلهم واقع شده‌است. کورپیپ ۲۴ کیلومتر مربع مساحت و ۷۹٬۰۱۴ نفر جمعیت دارد و ۵۶۱ متر بالاتر از سطح دریا واقع شده‌است.

## خواهرخوانده
شهر کاستل گاندولفو خواهرخواندهٔ کورپیپ هست.